# Microteaceae
Famille
Les Microteaceae (Microteacées) sont une famille monogénérique de plantes dicotylédones herbacées des régions néotropicales, anciennement incluse dans la famille des Phytolaccaceae, et décrite pour la première fois en 2009. Elle comprend moins d'une dizaine d'espèces valides, réparties dans le seul genre Microtea.